# Underground Government
Underground Government(アンダーグラウンド・ガバメント)は、日本のインディペンデント・パンク・レーベル。2001年に設立。2008年にはアメリカのパンクレーベルであるRecess Recordsと提携して、Recess Japanをレーベル名に付け加える。基本的に日本国内ではUnderground Governmentと称し、アメリカではRecess Japanと称する。

## History
2001年からはじまるUnderground Government(以下UG)の正式なレーベルリリースの品番はUG#2からはじまっており、UG#1は存在しない。ちなみにUG#2はオムニバス7'レコードでのリリース(廃盤)。翌年2002年からブラジルUFOやBelly Button, No Peopleなどのリリースを続けていく。
2007年2月、UGで初めてアメリカよりShark PantsとDrinkers Purgatoryを招聘し来日ツアーを開催。同年3月にはThe BananasとThe Underground Railroad to Candylandを招聘し日本ツアーを開催。Recess Recordsの設立者でありThe Underground Railroad to CandylandのフロントマンであるTodd CongelliereがUGを取り巻く日本のバンド環境に感動しレーベル提携をオファー。その友誼を受け入れRecess Japanという名前をレーベル名の最後に付け加えることになる。翌年、2008年にThe Underground Railroad to Candylandの単独日本ツアー開催に際し、彼らの1stアルバム"Bird Roughs"の日本版(CD/DVD付)をリリースしたのがRecess Japanとしてのはじめのリリースとなる。
2012年8月、UGで初のGovernment Issueというインディーズバンドによるオムニバス形式の出版物を刊行。編集長はUG所属バンドのFfeeco Womanのフロントマン・オノD(オノデラノゾミ)と刊行物には記載されている。毎年一冊のペースで出版されている。
2015年にはThe DoodlesやThe Weddingsといったバンドなどがリリース予定されている。

## Artists
- Adult Video Animals
- Audacity
- A Page Of Punk
- Belly Button
- Brazil UFO
- Bust!
- The Cistems
- The Doodles
- Ffeeco Woman
- Fleshies
- God Equals Genocide
- The Grumpies
- Heart Shaped Hate
- The Mapes
- No People
- Nope Ople
- The Nowheres
- Peach Kelli Pop
- San Hose
- Seventeen Again
- Shark Pants
- The Sleeping Aides and Razorblades
- The Steadys
- Teenage Slang Session
- The Weddings
- What The Kids Want
- The Underground Railroad to Candyland
- The 脱妄ズ

## Various Artists
- 2001年 me & Militarism
- 2003年 me & Pacifism
- 2007年 me & Underground Government

## Links
- Official Site
- Recess Records
- Recess Japan